# Waihi
Waihi ist eine kleine Stadt im Hauraki District der Region Bay of Plenty auf der Nordinsel von Neuseeland, die maßgeblich durch den Goldbergbau geprägt wurde.

## Namensherkunft
Der Name des Ortes bedeutet in der Sprache der Māori so viel wie „hervorströmendes Wasser“.

## Geographie
Die Stadt befindet sich rund 38 km südöstlich von Thames und rund 43 km nordwestlich von Tauranga am Südende der Coromandel Range. Südwestlich der Stadt beginnt der Gebirgszug der Kaimai Range, der sich bis nordwestlich des  Lake Rotorua erstreckt. Rund 10 km östlich der Stadt liegt der Touristen- und Ferienort Waihi Beach, der den westlichsten Punkt der Bay of Plenty darstellt.

## Geschichte

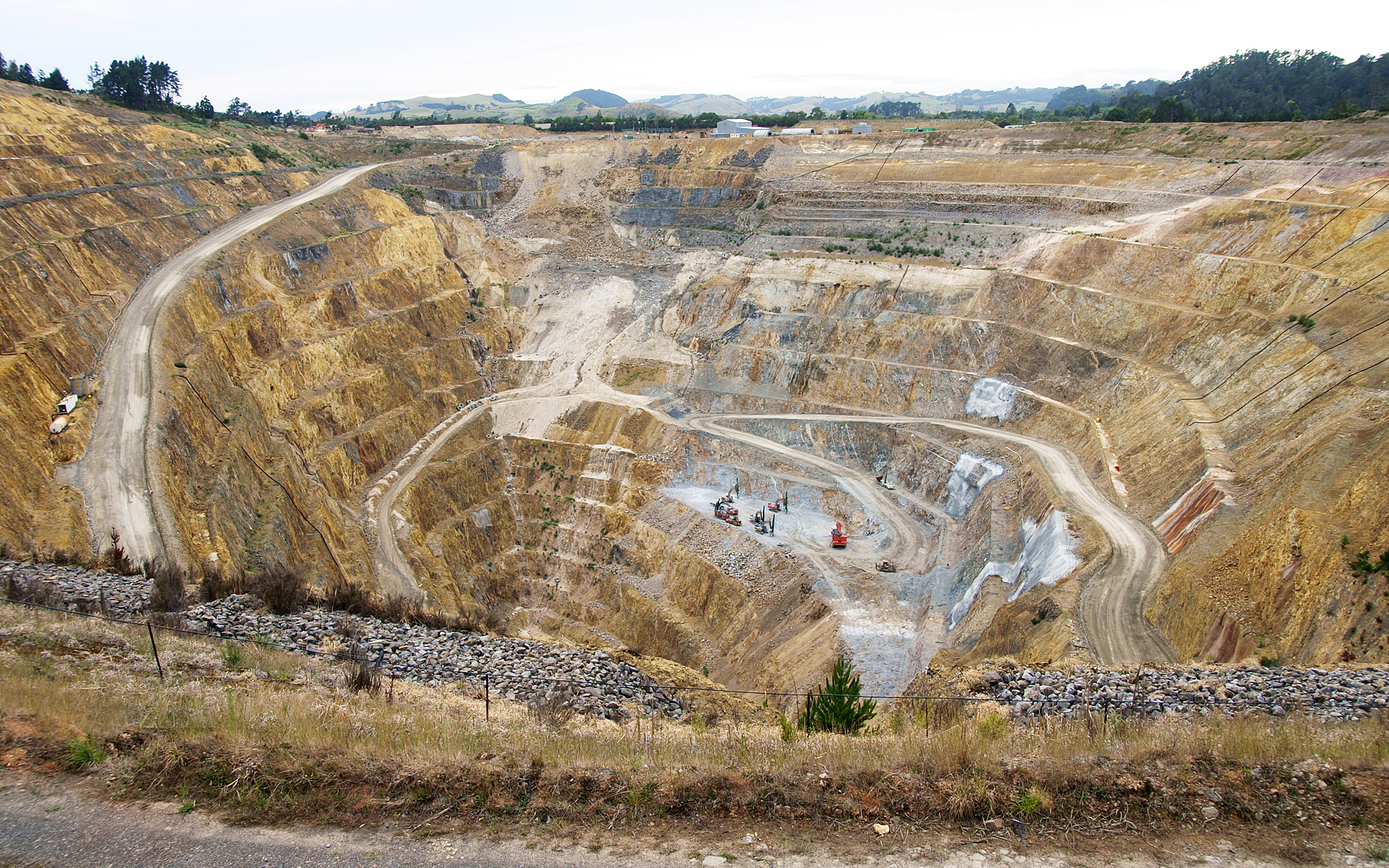
Blick in die 260 Meter tiefe Martha Mine

### Goldrausch und Bergbau
Die gesamte Region war einmal eines der bedeutendsten Goldbergbaugebiete der Erde. Zahlreiche Goldfunde sorgten in den 1870er Jahren für einen starken Bevölkerungszuwachs. Auch das Stadtgebiet von Waihi entwickelte sich rasch, nachdem auf dem Pukewa Hill, später Martha Hill genannt, im Jahre 1878 durch die Goldsucher John McCombie und Robert Lee das erste Gold gefunden wurde. Doch den beiden Goldsuchern fehlte das Kapital zur Finanzierung der Anlagen die notwendig waren, um das gefundene Gold und Silber von dem Quarzgestein zu trennen. So gaben sie ihr Vorhaben schließlich auf. 1881 übernahm die Martha Extended Company die Rechte an dem Abbaugebiet und der Vorsitzende des Unternehmens, William Nicholl benannte die Mine „Martha Mine“, nach seiner Ehefrau. Später ging die Mine in den Besitz der Waihi Gold Mining Company über, die ihren Sitz in London hatte. 1905 zählte Waihi bereits rund 6000 Einwohner und 1909 wurde Gold im Wert von 1 Million Pfund gefördert.
Zu Beginn des 20. Jahrhunderts war Waihi Zentrum der Gewerkschaftsunruhen in Neuseeland. Der Bergarbeiterstreik von Waihi im Jahre 1912 mit gewalttätigen Ausschreitungen und einem Toten sorgt noch heute in der Stadt für ungute Erinnerungen. Der Arbeitskampf, bei dem die Streikenden zunächst unterlagen und entlassen wurde, gilt in Neuseeland als der Beginn der neuseeländischen Arbeiterbewegung.
Im Jahr 1952 wurde die Martha Mine geschlossen und hatte bis dahin insgesamt rund 174.160 Kilogramm Gold und 1.193.180 Kilogramm Silber aus über 11,932 Millionen Tonnen Erz geliefert. Die Goldvorkommen waren zwar noch nicht erschöpft, doch angesichts des damaligen Goldpreises ließen sich die völlig veralteten Anlagen nicht mehr rentabel betreiben. Mit dem Ende des Bergbaus brach für Waihi zunächst die wirtschaftliche Grundlage weg und die Einwohnerzahl sank in Folge deutlich.
1961 brach westlich des Cornish Pumphouse ein Teil der alten Mine ein und erzeugte einen Krater von rund 40 Meter im Durchmesser.

### Temporäres Nach-Bergbauzeitalter

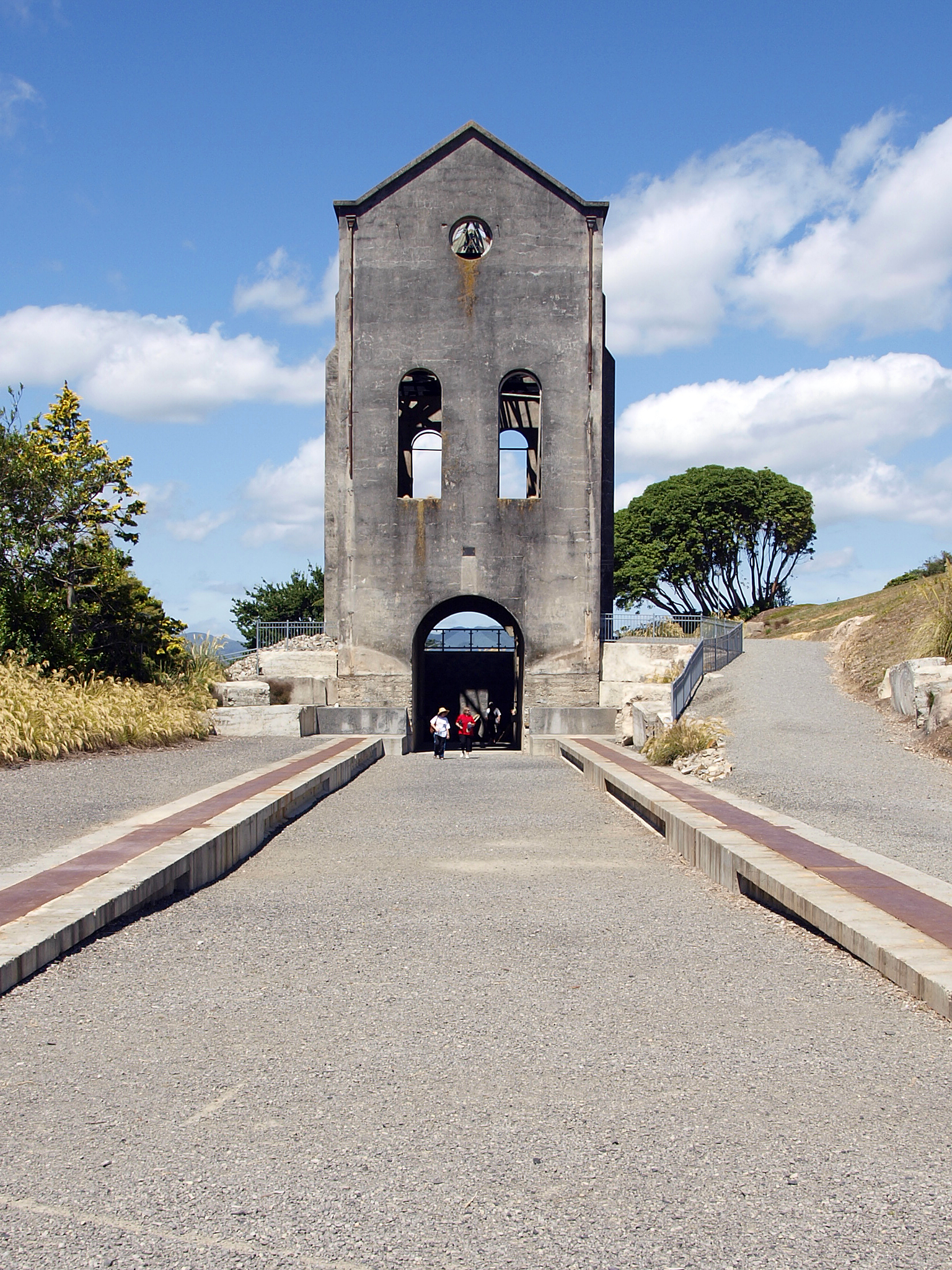
Cornish Pumphouse in Waihi, diente zum Entwässern der Goldmine

In den 1970er Jahren erlebte Waihi einen großen Zuspruch von Menschen der Hippie- und Alternativenszene, die sich in der Stadt niederließen. Dadurch erlebte auch die Bauindustrie einen gewissen Aufschwung, wodurch wiederum Waihis Wirtschaft eine Wiederbelebung erfuhr. Die großen Nambassa Rock- und Alternativmusik-Festivals zwischen 1976 und 1981 fanden rund um Waihi und Waikino statt und verzeichneten einen Zuspruch von mehreren Zehntausend Liebhabern der Musik- und "Livestile"-Welle aus Neuseeland und Übersee. Zeltstädte wurden für die Unterbringung der Gäste am nördlichen Ende von Waihi auf zahlreichen Farmen entlang der Landlyst Road am Golden Valley errichtet, die Einwohnerzahl von Waihi wuchs damit während der Zeit der Nambassa-Festivals um 10.000 bis 75.000 Menschen an. Mit den Festivals kam auch dringend benötigtes Kapital in die Stadt.

### Wiederbelebung der Goldbergbaus
Nach Jahren der Vorbereitung und geologischen Untersuchungen wurde am 18. Juli 1987 schließlich die neue Waihi Gold Mining Company mit dem Ziel gegründet, die Martha Mine wieder zu eröffnen. Mit neuen Abbautechnologien sowie den steigenden Weltmarktpreisen für Gold und Silber hatte der Edelmetallabbau nun wieder eine mittelfristig sichere Perspektive. Am 15. Juni 1988 ging die Mine offiziell wieder in Produktion. Dazu wurde das goldhaltige Gestein aus dem Tagebau heraus auf Förderbändern zu einer 2,7 km entfernten Aufbereitungsanlage transportiert und dort das Gold vom Gestein getrennt.
Im Februar 1999 brach erneut ein Teil der Mine ein und erzeugte aus ähnlichem Grund wie im Jahr 1961 einen Krater von rund 40 Meter im Durchmesser. Die durch Erdrutsche verursachten Schäden in der Mine rissen nicht ab. So rutschte im Dezember 2001 ein nahe dem Tagebau stehendes Haus in den Abgrund und im April 2015 und April 2016 gingen zwei Mal große Teile der Hänge in den über 600 Meter tiefen Abgrund, zuletzt 2 Millionen Kubikmeter Gestein, sodass zu vermuten ist, dass die Mine wegen Instabilität aufgegeben werden muss.
Im Juni 2004 wurde die Betreiberfirma der Mine in Newmont Waihi Gold Limited umbenannt und die Mine schließlich mit Wirkung zum 1. Juni 2016 an OceanaGold Gold verkauft.

## Bevölkerung
Zum Zensus des Jahres 2013 zählte der Ort 4527 Einwohner, 0,6 % mehr als zur Volkszählung im Jahr 2006.

## Wirtschaft
Der Goldbergbau galt für lange Zeit als einer der größten Arbeitgeber der Stadt, seit den Abgängen in der Grube ist dies jedoch zunehmend ungewiss. Waihi ist das Dienstleistungszentrums der Umlandes, das bevorzugt von der Milchwirtschaft, Schaf- und Rinderzucht und Gemüse- sowie Obstanbau lebt. Einige Industriebetrieb befinden sich ebenfalls in der Stadt.Waihi hat einiges für den Tourismus getan, der zunehmend vom Anwachsen der Urlauberzahlen auf der Coromandel Peninsula und der Nähe zur Bay of Plenty profitiert. In den 1980er Jahren wurde ein Teil der ehemaligen East Coast Main Trunk Line von der Goldfields Steam Train Society, einer Vereinigung von Eisenbahnenthusiasten, als Museumsbahn wiederbelebt. Die Goldfield Railway Inc. verkehrt heute zwischen Waihi und Waikino.

## Infrastruktur

### Straßenverkehr
Durch Waihi führt der New Zealand State Highway 2, der die Stadt mit Paeroa im Westen und Katikati im Süden verbindet. Innerhalb der Stadt zweigt der New Zealand State Highway 25 nach Norden nach Whangamatā ab.

### Schienenverkehr

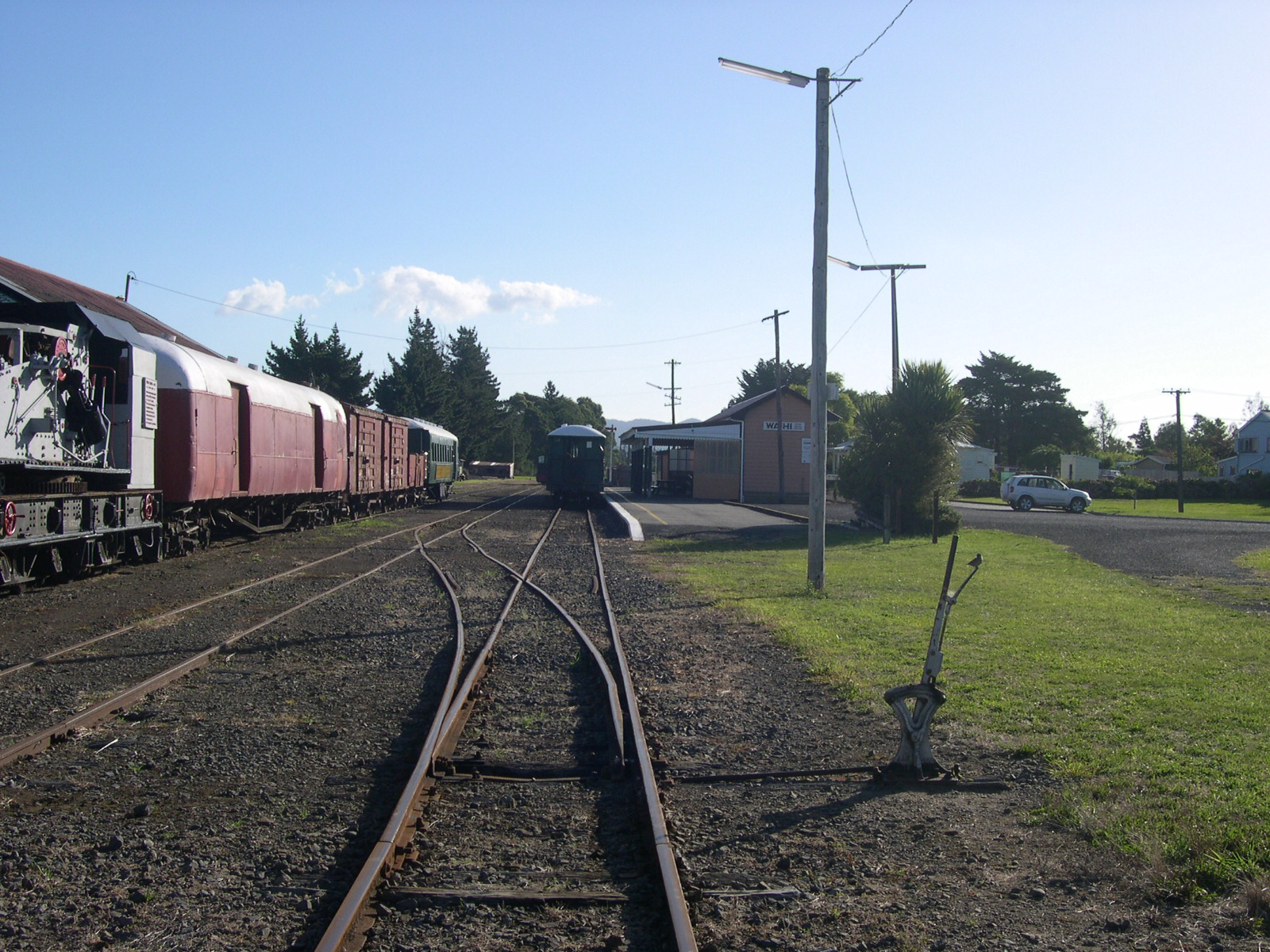
Der heutige Museumsbahnhof in Waihi

Waihi war von 1905 bis 1979 über die East Coast Main Trunk Railway auch an das neuseeländische Eisenbahnnetz angeschlossen. Nach Eröffnung des Kaimai-Tunnels 1978 wurde der Abschnitt der East Coast Main Trunk Railway, der über die Kaimai Range und durch die Karangahake Gorge führte und an dem Waihi liegt, aufgegeben. Den Streckenrest zwischen dem Bahnhof Waihi und dem Nachbarbahnhof Waikino nutzt heute die Goldfield Railway, eine Museumseisenbahn.

### Flugverkehr
Der nächstgelegene Flughafen befindet sich in Tauranga.

## Persönlichkeiten
- Louise Crome (* 1978), Squashspielerin